# 张磊 (1964年)
张磊（1964年2月—），江苏海门人，汉族，中国共产党党员。中华人民共和国政治人物、第十三届全国人民代表大会内蒙古自治区代表。

## 生平
2018年，张磊被选为内蒙古自治区出席第十三届全国人民代表大会代表。